# Barutka
Barutka (616 m) – szczyt w Paśmie Pewelskim, które w regionalizacji fizycznogeograficznej Polski według Jerzego Kondrackiego zaliczane jest do Beskidu Makowskiego, w nowszej regionalizacji z 2018 roku do Pasm Pewelsko-Krzeszowskich. Mapa Compassu podaje dla Barutki wysokość 614 m.
Barutka znajduje się na południowo-zachodnim krańcu pasma wzniesień Jasna Górka – Ostry Groń – Barutka. Przełęcz Rychwałdzka oddziela ją od Łyski. Południowo-wschodni stok Barutki opada do Pewlicy, południowo-zachodni do jej dopływu, północno-zachodni do potoku Kaniowiec. Stok południowo-wschodni należy do wsi Rychwałdek, północno-zachodni do wsi Rychwałd. Barutka jest w większości porośnięta lasem, ale dawniej była znacznie bardziej bezleśna, na mapie lotniczej Geoportalu widać, że duża część jej stoków to zarastające lasem dawne pola uprawne.
Nazwa szczytu pochodzi od znajdującego się u jego podnóża i należącego do Rychwałdka osiedla Barutka, tego zaś od nazwiska Barut.

## Turystyka
Grzbietem przez Barutkę prowadzi niebieski szlak turystyczny. Dzięki częściowo otwartym terenom rozciągają się z niego szerokie panoramy widokowe.
 Przełęcz Ślemieńska – Groń – Ostry Groń – Barutka – Przełęcz Rychwałdzka